# 星空ユメ
星空 ユメ（ほしぞら ユメ）は日本の女性声優。主にアダルトゲームに声をあてている。

## 出演作品

### PCゲーム

#### 2013年
- いいなり! 催眠彼女 〜隷属洗脳・生ハメ性活!!〜（伊藤 恵）
- ドラゴンズレイド3 ドラゴンメイドと姫の帰還（ルーミィ、ドリュアス娘）

#### 2014年
- 悪女装（条院 アンジュ）
- 110 〜産婦人科 死刑囚 病院ジャック〜（近衛 撫子）
- 夜這いする七人の孕女2（小鳥居 美星）
- クリムゾン・ルナティクス（高御原 天音）
- 粘膜純愛 〜 KISS×900 管理人さんのポニーテールは、今日も黒かった（'水鏡 夕月）
- しゅきしゅきだいしゅき!!（タマラ＝ウラジーミロヴナ＝ナボコワ）
- えろ★らぼ 〜実験するとどうしてもエロい結果にしかならない研究部〜（小早川 毬南）
- 僕の愛しい妹が寝取られちゃった理由（羽鳥 香凛）
- 信長の欲とボウ 淫乳記 (タケナカハンベエ)
- イセカイ・ラヴァーズ! 〜巨乳の勇者達はちょろいん〜（リーナ）
- 天精国取りセックス合戦!!（御守屋 愛未）
- あねよめカルテット（花菱 桃音）
- まぞまい Mな妹のエッチなおねだり（楠之 ひなた）
- VenusBlood -HYPNO-（リーゼ・フォン・アークロンド、セレスティア）
- お嬢様はカタイのがお好き! 〜神性なる女子寮日記〜（白鳥 加奈）
- 手籠めにされる九人の堕女（小鳥居 美星）

#### 2015年
- Trippers. -彼女との学園生活を破壊する、1通の手紙-（月村 楓）
- 裏技スペクトラム（成沢 栞）
- 虜ノ旋律 〜淫らに喘ぐ処女セクステット〜（白銀 リリア）
- メイプルカラーズHHH クラス全員俺の嫁!（雪弓 こはる）
- 恥辱の制服（成田 陽菜）
- 教え子は魔法少女 〜ちなみに俺は教師で怪人〜（青野 理々）
- 小女ラムネ（狭山 千恵）
- 天気雨（狐）
- アヤカシ散華（佐久間 伊織）
- Love and Peace（植村 夏菜子、鬨津風 せいら）
- あねよめコンチェルト（花菱 桃音）
- JKトラブめいん”s（天野 志乃、本庄 瑠理、他）

#### 2016年
- GEARS of DRAGOON 2 〜黎明のフラグメンツ〜（シエラ）
- 催眠クラス WONDERFUL 〜女子全員、知らないうちにまた妊娠してました〜（篠宮 えみる、桜木 るり）
- ダンジョン オブ レガリアス 〜背徳の都イシュガリア〜（ラヴィニア＝キャスバン）
- グリモ☆ラヴ 〜放課後のウイッチ〜（榊禊 莉桜）
- 催眠委員長（優梨）
- 修羅の痴漢道（久利橋 小春）
- 湯の村は～れむ ～巨乳孕ませ温泉滞在記～（牛木 優菜）

- 学園催淫獄 ～狂気と孕ませの宴～（小倉 心結）
- VenusBlood -RAGNAROK-（ヘルモーズ・エル・バルドル）
- 月明りに悶える孕女（白沢 まき）
- 淫楽リラクゼーション ～細い指先のテクニック～（涼風 珠姫）
- 僕のエルフお姉さん（ソフィア・アルディス・フェアグリン）
- 女子限定♪孕ませハーレム学園都市 ～学園も街も牝も全てはご主人様のために! 欲望のまま肉オナホ受精をお楽しみください♪～（獅堂 智花）

#### 2017年
- リターニアの精霊使い -迷宮を征く者-（緑の精霊メリッサ）
- 独占島「あんたを好きになるくらいなら孕まされた方がマシよ!」（定禅寺 燈華）
- 虜ノ雫 ～夏の豪華客船で穢される処女たち～（守部 潤）
- 束縛彼女の三重奏 ～偏愛:重愛:狭愛の果てに～（島野 光希）
- 異世界ハーレムダンジョンマスター ～エロトラップで姫騎士パーティー&魔王をヤリまくり! 孕ませ地下帝国建設♪～（スズカ）
- おいでよ! 水龍敬ランド ～家族とスケベなテーマパーク!～（ユリカ）
- 女体汚辱 ～汚された女の告白～（南戸 小百合）
- 感染催眠ウイルス ～ただいま精液で拡大中～（向井 陽鳴）
- 虜ノ旋律 ～淫らに喘ぐ処女セクステット～ The Motion（白銀 リリア）
- VenusBlood -BRAVE-（パトラ、ヘレーネ）
- 屈辱（高崎 愛歌）
- 戯ィ牙 ～ファンリューゲ†クリフォト～（来栖沢 透子）

#### 2018年
- O・SHI・KA・KE 催眠術師 ～囚われの淫欲マリオネット～（桜井 奈々子）
- 寝取られループ ～今日知らない男に股を開く妻～（三芳 千尋）
- あくめる∞ファミリー Hな家族のアクメループロワイヤル!!（浅葱 夕凪）
- 姉×姉! どっちが好き?どっちも!! ～優しいお姉ちゃんとクールなお姉ちゃんに挟まれて僕はもうっ!!～（天野 結月）
- 爆乳姫騎士は孕ませオナホ ～絶対忠誠の便女に尽くされるドスケベ異世界性活～（クレア）
- ぱいずり♥フィアンセ 「坊ちゃま、今日はどのおっぱいを召し上がりますか?」（ローレッタ＝マグナミア）
- 令嬢聖水学園「なんで貴方の前でお小水を出さないといけないのよ!」（朝永 真名）
- 孕ら・ポコ! ～異能催眠で女学園を孕ませ征服～（坪平 波留）
- VenusBlood:Lagoon（ヴィーヴル＝ニヴェルネ）

#### 2019年
- VenusBlood DarkChronicle Episode:1 堕ちた竜姉妹（リーゼ）
- VenusBlood AfterDays Episode:3 業炎の花嫁（リーゼ）
- VenusBlood AfterDays Episode:4 竜の歌姫（リーゼ）
- 社長隷嬢セレクション（枕営業アイドル）
- 異世界娘発情中 ～俺のアレをハムハムしまくり!?～（ミルーラ・コプロクル）
- 仲良し姉妹ならキスも中出しもとーぜんだよねっ!（北村 あかり）
- みつあね（鈴谷 春佳）

#### 2020年
- Nightmare×Sisters ～淫獄のサクリファイス～（神堂 悠果）
- 空の少女 -美娼女学園1-（天宮 芽衣子）
- 異世界変態生活! ～転生した俺は触手や魔物や女の子のパンツに…なる!?～（ジャニス・ニーヴン）

#### 2021年
- 聖の少女 -美娼女学園3-（天宮 芽衣子）
- Nightmare×sisters The Motion（神堂 悠果）
- 虜ノ姉妹 ～淫らに弄ばれる運命の迷い子～（瓜生 双葉）

#### 2022年
- VenusBlood Savior（イシュタル）
- にょにんじま ―ヤるだけ管理人のはめパコ移住性活―（小若女菜々美）
- 神楽黎明記 ～ましろの章～（佐伯 ましろ）
- Reactance -不都合な真実-（矢倉 弘凪）
- ははむす ～落ちぶれ貴族の母と娘～（オリエ・アシャー）
- キモメンでも巨根なら学園の爆乳コレクションして孕ませオナホハーレムを作れる!（沙弓）

#### 2023年
- ははむす外伝 〜水晶の女王フィーナ〜（オリエ・アシャー）

#### 2024年
- 巨乳アスリートたちは孕ませ肉オナホ ～陸上部、水泳部、バレー部、テニス部の意識高いメスたちで作る絶対忠誠のチン媚びハーレム!～（滝沢 麻衣）
- 神楽漫遊記 〜ましろと紅葉〜（佐伯 ましろ）

#### 2025年
- 最強のおっぱいパーティーを作って孕ませハーレム冒険性活（セシリア）
- Venus Blood VALKYRIE（ミザール、シャーロット）

### オンラインゲーム
- 戦乱プリンセス（柴田勝家、武田信繁、仙石秀久、はつ、武田信虎、皎月院、源頼家）